# Папа Вемба
Папа Вемба (фр. Papa Wemba, настоящее имя Жюль Шингу Вембадийо Пене Кикумба; 14 июня 1949, Лубефу, Касаи, Бельгийское Конго (ныне Демократическая Республика Конго) — 24 апреля 2016, Абиджан, Кот-д’Ивуар) — конголезский эстрадный и фолк-певец, композитор, один из крупнейших музыкальных деятелей Африки XX века и популяризаторов африканской музыки, имевший прозвище «короля румбы» и исполнявший произведения в жанрах конголезской румбы, сюкюс и ндомболо.

## Биография
Родился в семье служащего таможни и профессиональной плакальщицы, исполнявшей традиционные заупокойные песни на похоронах. В детстве пел в церковном хоре, с 1969 года являлся участником музыкальной группы «Zaiko Langa Langa», с 1974 года выступал в группе «Isife Lokolé», в 1977-м основал собственный коллектив — «Viva La Musica», исполнявший песни на французском и лингала; в начале 1980-х годов переехал со своей группой в Париж, а также начал гастролировать по миру, иногда выступая вместе с британским певцом Питером Габриэлем, с которым в 1995 году записал альбом «Emotion».
Пользовался огромной популярностью в ДР Конго и Республике Конго не только как певец, но и как «законодатель мод», был активистом движения модников и поклонников элегантного стиля «La Sape» («Société des Ambianceurs et des Personnes Élégantes»). В 2004 году участвовал в организации канала нелегальной миграции африканцев в Европу, за что был приговорён к 30 месяцам тюремного заключения (из которых отбыл в пенитенциарном учреждении только 4). Скончался 24 апреля 2016 года, после того как внезапно упал в обморок на сцене во время концерта в Абиджане. Похоронен 2 мая 2016 года в Киншасе.